# Bakcell
Bakcell — оператор мобільного зв'язку стандарту GSM, UMTS і LTE в Азербайджані. Перший мобільний оператор, який почав свою діяльність у цій країні.

## Про компанію
Компанія Bakcell заснована в 1994 році і стала першою компанією, що надає послуги мобільного зв'язку в країні. Перша назва компанії була «Bakcell Motorola».
Охоплює понад 95 % населення та 82 % території країни. Вся мережа була оптимізована технологією EDGE для надання послуг високошвидкісного інтернету. На сьогоднішній день понад 2000 базових станцій забезпечуюту якість зв'язку по всій країні, включаючи важкодоступні регіони.
Кількість абонентів компанії складає понад 2,5 мільйони осіб.
У 2009 році компанія була названа «Телекомунікаційною компанією року» Каспійським інтеграційним бізнес-клубом. У березні 2010 року компанія Bakcell отримала Національну премію UGUR як «найбільш швидкозростаюча компанія» Азербайджану. У 2010 році компанія Bakcell була удостоєна призу в номінаціях «Технологічний лідер року» і «КСВ лідер року» з боку Azeri Business Award. Bakcell є одним з найбільших інвесторів в економіку Азербайджану і проводить активну програму Корпоративної соціальної відповідальності «Bakcell Stars» для допомоги нужденним дітям.
25 листопада 2019 року компанія оголосила про придбання у МТС українського бізнесу Vodafone-Україна.

## Типи абонентів
Bakcell пропонує своїм клієнтам тарифи типів Prepaid (Cin) і Postpaid (Klass та Gold). 2010 року Bakcell оголосив програму лояльності, створивши клуб Yaqut (азерб. Рубін), надаючи абонентам в рамках клубу особливі умови.
Postpaid тарифні плани Klass та Gold — тарифи з абонентською оплатою і гнучкими тарифними умовами. Поповнення балансу можливе грошовими картами, за допомогою оплати в спеціальних пунктах оплати або банках і їх банкоматах. У тарифах Klass та Gold абоненти компанії можуть здійснювати і приймати дзвінки та повідомлення, користуватися Інтернетом, роумінгом і іншими пропонованими компанією послугами.

## Зона охоплення
Bakcell забезпечує мобільним зв'язком 88 % території Азербайджану. Вся мережа Bakcell переведена на технологію EDGE.

## Міжнародні партнери
Bakcell має угоди роумінгу з 211 операторами в 120 країнах світу.

## Керівництво
| Особа          | Посада                    |
| -------------- | ------------------------- |
| Ніколай Бекерс | Виконавчий директор (CEO) |
| Красимир Генов | Комерційний директор      |
| Йигит Беркташ  | Технічний директор        |
| Ендрю Гушча    | Фінансовий директор       |